# Hiroma Yoshinori
Yoshinori Hiroma (sinh ngày 23 tháng 6 năm 1968) là một cầu thủ bóng đá người Nhật Bản.

## Sự nghiệp câu lạc bộ
Yoshinori Hiroma đã từng chơi cho Yokohama Marinos.